# RC Tigers
Der RC Tigers ist ein Rugby-Verein aus Klagenfurt in Österreich. Er nimmt an Meisterschaften der Rugby-Disziplinen Rugby Union in den Formaten  7s-Meisterschaft (7s-Challenge-Cup bzw. 7s-Staatsmeisterschaft) & Xs-Rugby (10er-Rugby, nur Männer) teil. Die Teilnahme an Rugby-League-Bewerben wird angestrebt. Seit 2014 betreibt der Verein eine Damenmannschaft. Die Heimspiele werden überwiegend am Sportplatz Klagenfurt-Annabichl ausgetragen.

## Geschichte

### Anfänge 2008
Nach der Rugby-Union-Weltmeisterschaft 2007 entschloss sich eine Gruppe Rugbybegeisterter einen Verein in Klagenfurt zu gründen. Zu Spiel- und Ausbildungszwecken trat sie 2008 dem damaligen Kärntner Club Matadors Paternion bei und bildete eine Klagenfurter Trainingsniederlassung. Parallel dazu gründeten sich die Bulldoggs Arnoldstein. Es war geplant, mit drei 7s-Vereinen flächendeckend den Kärntner Rugbysport anzukurbeln. Gemeinsam sollten sie 2008/09 als „Spielgemeinschaft Kärnten“ an der 2. Österreichischen XV-Liga teilnehmen.

### Saisonen 2008/09 & 2009/10
Das XV-Projekt scheiterte nach zwei hohen Niederlagen im Oktober 2008 aufgrund u. a. von Spielermangel rasch – die Konzentration galt einem gemeinsamen 7s-Rugby-Team. Kleinere Achtungserfolge summierten sich letztlich zu Rang 7 der ÖM 2008/09 (der heutige Challenge-Cup wurde in dieser Saison mit der ÖM zusammengelegt). In der Saison 2009/10 ruhte der Spielbetrieb weitgehend. Bulldoggs & Matadors lösten sich im März 2010 auf, die Tigers zogen daraufhin beim Fußballclub SV Donau Klagenfurt-St.Ruprecht ein. Der erste Trainer, Matt McCreadie, musste beinahe eine völlig neue Spielergeneration ausbilden.

### Saison 2010/11
Die Vorlaufzeit bis zum Beginn der 7s-Saison 2010/11 (die wieder unter Challenge-Cup firmierte) erwies sich als zu kurz, weshalb die Tigers ein Spielgemeinschaftsangebot von Stade Viennois (heute Stade Rugby) annahmen. Gemeinsam mit den intern dominierenden Wienern gab es im Herbst 2010 gute Resultate: Rang 2 in Klagenfurt, Turniersieg in Leoben. Im Frühjahr 2011 konnte der Club mit den Erasmus-Studenten Diego Fretz (CHI) und Florian Delille (FRA) zwei für österreichische Verhältnisse gut ausgebildete Spieler verpflichten und wurde aus eigener Kraft konkurrenzfähig. Die Spielgemeinschaft löste sich auf, beim 7s-CC-Turnier in Wiener Neustadt überraschten die Klagenfurter mit Platz 2. Ohne Delille und Fretz gab es kurz darauf bei der 7s-Staatsmeisterschaft den 8. und letzten Platz.

### Saison 2011/12
In der 7s-CC-Saison 2011/12 starteten die Tigers mit Rang 3 in Klagenfurt, mit Rang 2 in Krems/Donau holten sie sich die Tabellenführung. Diese konnten sie bis zum Saisonfinale mit weiteren guten Ergebnissen und abermals Rang 2 in Leoben verteidigen. Somit gewann der RC Tigers den ÖRV-Challenge-Cup, ein recht unverbindlicher, wenngleich offizieller ÖRV-Wettbewerb. Bei der ÖM in Wr. Neustadt waren die Tigers somit als Gruppenkopf gesetzt, kamen aber mit 3 Siegen und 3 Niederlagen nicht über den mittelmäßigen 6. Platz hinaus. 2011/12 spielte der Verein zahlreiche XV-Freundschaftsspiele mit wechselnden Partnern (RK Maribor, ARC Leoben, RC Graz), im März 2012 erstmals auch mit einer völlig eigenen XV.

### Saison 2012/13
In der Saison 2012/13 nahmen die Tigers erstmals am ÖRV-XV-Spielbetrieb teil. In der neugegründeten Regionalliga Süd, mit den Teilnehmern Graz B, Leoben und den Tigers gab es in vier Spielen zwei Siege und zwei Niederlagen, was sich letztlich in Rang 2 niederschlug. In der 7s-Saison schaffte die Mannschaft die Titelverteidigung, indem sie am letzten Spieltag in Krems im direkten Duell noch die Celtics Vienna von der Spitze abfing (19:5). Nachdem die Vienna Celtics an allen Spieltagen eine ausgezeichnet besetzte Mannschaft schickten, galt dieser erneute CC-Sieg als Überraschung. Bei der ÖM in Klagenfurt gab es im Semifinale die Celtics-Revanche (0:24), die Tigers wurden letztlich 4.

### Saison 2013/14
Die Saison 2013/14 war die bislang erfolgreichste Saison in der Klubgeschichte. Im 7s-Challenge-Cup konnten die Klagenfurter den Titel nicht verteidigen, sie unterlagen im alles entscheidenden letzten Saisonspiel der RU Donau Wien klar und belegten Rang 2. Bei der 7s-Staatsmeisterschaft landeten die Tigers auf Rang 3 und somit erstmals auf dem Podest bei diesem Wettbewerb, was angesichts der hochklassigen Besetzung als bis dorthin größter Erfolg der Vereinsgeschichte gilt. Im XV-Rugby schrumpfte die Liga auf zwei Vereine, da die 2. Grazer Mannschaft ihre Nennung zurückzog. Die vier Spiele gegen den einzigen verbliebenen Kontrahenten Leoben wurden alle gewonnen. Der Verein verkündete vom Aufstiegsrecht in die Nationalliga (2. Bundesliga) Gebrauch zu machen.

### Saison 2014/15
Der Aufsteiger entschied sich in erster Linie auf das XV-Rugby konzentrieren zu wollen, zum Challenge-Cup wurde ein Aufbauteam entsandt. Im Vorfeld der Saison lagerte der ÖRV den Ligaspielbetrieb an die neugegründete Alpine Rugby Championship aus. Die Umstrukturierung trug der Tatsache Rechnung, dass an diesem Ligasystem Vereine aus insgesamt fünf nationalen Verbänden (Österreich, Slowenien, Kroatien, Tschechien, Slowakei) in drei Leistungsstufen (ARC 1, ARC 2 & 2 Regionalligen) teilnahmen. Zudem betrieb die ARC auch den 7s-Challenge-Cup. Die Tigers gewannen in dieser Saison lediglich ein Spiel  (in Maribor, strafverifiziert mit 30:0 Rückspiel 20:22), verloren aber gegen Wr. Neustadt (3:28 & 37:54), Graz (3:98 & 8:40), Zagreb (12:58 & 6:66), Donau Wien II (7:49; 5:47) & Linz (7:35 & 22:36). Die Leistungskurve stieg im Frühjahr allerdings signifikant an und trotz geringer Vorbereitung konnte der Club mit Rang 4 bei den die Saison abschließende 7s-ÖM für eine Überraschung sorgen. Der 7s-Challenge-Cup wurde in dieser Saison nicht vollständig bestritten.

### Damenrugby
Im Frühjahr 2014 wurde die Damensektion gegründet, die in der laufenden Saison gemeinsam mit dem ebenfalls neugegründeten italienischen Verein Alp Rugby Tarvisio eine Spiel- und Trainingsgemeinschaft bildet. Das Damenteam nimmt an der laufenden 7s-Saison in Italien am Ligabetrieb teil.

## Meisterschaftsergebnisse Herrenteam
- 2008/09

7. Platz Österreichische 7s-Meisterschaft (In Spielgemeinschaft „Kärnten“)
- 2009/10

Nur Teilnahme an Freundschaftsspielen
- 2010/11

2. Platz 7s-Challenge Cup (in Spielgemeinschaft mit Stade Viennois)
8. Platz Österreichische 7s-Meisterschaft
- 2011/12

1. Platz 7s-Challenge Cup
6. Platz Österreichische 7s-Meisterschaft
- 2012/13

1. Platz 7s-Challenge Cup
4. Platz Österreichische 7s-Meisterschaft
2. Platz Regionalliga Süd
- 2013/14

2. Platz 7s-Challenge Cup
3. Platz Österreichische 7s-Meisterschaft
1. Platz Regionalliga Süd
- 2014/15

4. Platz Österreichische 7s-Meisterschaft
7. Platz ARC- 2. Liga
Challenge-Cup liegt keine Tabelle vor